# Södra BK
Södra BK var en idrottsförening från Gävle i Gästrikland/Gävleborgs län, bildad den 1 oktober 1926.
Föreningen bildades av undgom boendes i Albionhuset, varför den initalt döptes i Albions IK. Snart nog anslöt sig dock ungdomar från omgivningen varför namnet ändrades till Södra BK. Klubben kom att bli mest känd för sin fotbollsverksamhet men var även aktiv inom backhoppning, handboll, ping-pong, skidåkning och terränglöpning.
I fotboll spelade Södra fem säsonger i gamla division III (sedan 2006 motsvarande division I): 1937/1938, 1943/1944-1945/1946 och 1968. Säsongen 1944/1945 vann Södra serien på bättre målskillnad än Brynäs men föll i division II-kvalet mot solnaiterna Hagalund med 1-5 och 1-11. Under de senare åren spelade laget i såväl grönvitrandig tröja/grön byxa som grönvittvärrandig tröja/vit byxa men den sista dressen var helgrön. Laget deltog i seriespel för sista gången 2014 och därefter har föreningen utträtt ur SvFF.